# Tour d'Italie 2023
Le Tour d'Italie 2023 (en italien : Giro d'Italia 2023) est la 106e édition de cette course cycliste masculine sur 
route, l'un des trois grands tours de la saison. La course a lieu du 6 au 28 mai 2023 et fait partie du calendrier UCI World Tour 2023 en catégorie 2.UWT.
Ce Giro a été marqué par une certaine tactique attentiste des favoris, sans doute à cause d'une météo pluvieuse pendant de nombreuses étapes entraînant beaucoup de chutes et d'abandons ainsi que le retrait de la course de plusieurs coureurs testés positifs au Covid-19 dont Remco Evenepoel qui était alors le maillot rose au soir de la 9e étape. 51 coureurs ont abandonné. 
L'épreuve est remportée par le Slovène Primož Roglič (Jumbo-Visma), vainqueur également de la 20e étape. Il prend le maillot rose au Britannique Geraint Thomas (Ineos-Grenadiers) à l'arrivée de cette avant-dernière étape disputée contre-la-montre et en côte et s'impose avec 14 secondes d'avance sur Thomas. Le podium est complété par le Portugais João Almeida (UAE Emirates), qui remporte le classement du meilleur jeune. Pour la première fois, les dix premiers de ce classement général possèdent tous une nationalité différente.
L'Italien Jonathan Milan (Bahrain Victorious) gagne la 2e étape au sprint et le classement par points (maillot cyclamen) tandis que le Français Thibaut Pinot (Groupama FDJ) s'adjuge le classement de la montagne (maillot bleu). L'équipe Bahrain Victorious remporte le classement par équipe.
Les 21 étapes de ce Giro 2023 ont connu 19 vainqueurs différents. Seuls Remco Evenepoel et Nico Denz ont remporté deux étapes. Pour 10 étapes sur les 18 courues en ligne, c'est un membre d'une échappée qui remporte la victoire. 

## Présentation

### Parcours
Le parcours est dévoilé dans son intégralité le 17 octobre 2022. Partant de la Mer Adriatique dans les Abruzzes, les premières étapes forment une boucle vers le sud et la Basilicate avant de rejoindre la Campanie et Naples pour ensuite prendre la direction du nord à travers les Apennins puis longer la Mer de Ligurie. À partir de la 13e étape, le parcours traverse les Alpes d'ouest en est avec une incursion en Suisse, un retour le long de la mer Adriatique et en terminant par les Dolomites. Un dernier transfert conduit à Rome pour la dernière étape. Deux journées de repos ont lieu les lundis 15 et 22 mai.
Au programme de ce Giro, on épingle principalement trois contre-la-montre individuels pour une distance totale de 73,2 km (dont la 9e étape longue de 35 km et la 20e grimpant un col de 1re catégorie) et cinq étapes de montagne en ligne avec des arrivées au sommet (la 7e étape au Gran Sasso, la 13e à Crans-Montana, la 16e au Monte Bondone, la 18e au Val di Zoldo et la 19e aux Tre Cime di Lavaredo). Pour la première fois, la Cima Coppi est située au col transfrontalier du Grand Saint-Bernard (altitude 2 469 m) franchi lors de la 13e étape. La Cima Pantani est attribuée au sommet du Gran Sasso (arrivée de la 7e étape). Les 2e, 5e, 6e, 11e, 17e et 21e étapes sont celles qui pourraient le mieux convenir aux sprinteurs.

### Équipes
En tant que course World Tour, les 18 équipes World Tour participent automatiquement à la course.
| WorldTeams (18)- AG2R Citroën Team - Soudal Quick-Step - Ineos Grenadiers - Intermarché-Circus-Wanty - Alpecin-Deceuninck - Astana Qazaqstan Team - Bahrain Victorious - Bora-Hansgrohe - Cofidis - EF Education-EasyPost - Groupama-FDJ - Jumbo-Visma - Movistar Team - Arkéa-Samsic - Team DSM - Team Jayco AlUla - Trek-Segafredo - UAE Team Emirates ProTeams (4)- Eolo-Kometa - Green Project-Bardiani CSF-Faizanè - Israel-Premier Tech - Team Corratec-Selle Italia |
| |

### Favoris et principaux participants

#### Pour le classement général
Les deux grands favoris pour le classement général sont le Slovène Primož Roglič (Jumbo-Visma) et le Belge champion du monde Remco Evenepoel (Soudal Quick-Step). Six semaines auparavant, les deux coureurs se sont confrontés au Tour de Catalogne où Roglič a devancé le Belge de 6 secondes au classement général, les deux coureurs ayant chacun remporté deux étapes. Mais Evenepoel arrive en forme après un long stage en altitude à Tenerife concrétisé par un doublé réalisé à Liège-Bastogne-Liège deux semaines avant le départ du Giro et devrait aussi apprécier le tracé avec plus de 70 km disputés contre-la-montre tandis que Roglič, aussi vainqueur cette année à Tirreno-Adriatico voudra estomper le duel perdu contre le Belge sur la Vuelta 2022 (abandon après une chute du Slovène alors qu'il était deuxième du classement général). Roglič aurait dû pouvoir compter sur une forte équipe Jumbo-Visma avec Sepp Kuss et Tobias Foss comme lieutenants mais ce dernier a finalement été écarté pour cause de contamination au Covid-19 de même que Wilco Kelderman et Robert Gesink. De son côté Evenepoel est principalement secondé par Jan Hirt et Ilan Van Wilder.
Face à ces deux favoris, quatre duos d'équipiers peuvent pleinement rivaliser. Celui de l'équipe UAE Emirates composé du Portugais João Almeida, troisième du Tour de Catalogne et de l'Australien Jay Vine, celui du team Ineos Grenadiers avec le vétéran britannique Geraint Thomas, troisième du dernier Tour de France et son compatriote Tao Geoghegan Hart, vainqueur du Tour d'Italie 2020 et récent lauréat du Tour des Alpes, celui de l'équipe Bora Hansgrohe comprenant le Russe Alexander Vlasov et l'Allemand Lennard Kämna et celui de Bahrain Victorious avec l'Australien Jack Haig et le Colombien Santiago Buitrago, troisième de Liège-Bastogne-Liège.
Parmi les autres favoris ou outsiders, on peut aussi citer l'Italien Damiano Caruso (Bahrain Victorious), le Néerlandais Thymen Arensman (Ineos Grenadiers), les Français Thibaut Pinot (Groupama FDJ) et Pavel Sivakov (Ineos Grenadiers) ainsi que le Colombien Rigoberto Urán (EF Education) ou encore son jeune équipier irlandais Ben Healy, très en vue lors des classiques ardennaises et qui découvre le Giro.

#### Pour le classement par points
Au menu du Giro 2023, seulement quatre étapes devraient en principe convenir aux purs sprinteurs. Les occasions de prendre des points ne seront donc pas nombreuses pour ce type de coureurs. Les sprinteurs les plus en forme, les plus aguerris ou les plus réputés au départ sont Mads Pedersen (Trek Segafredo), Mark Cavendish (Astana), Michael Matthews (Jayco AlUla), Fernando Gaviria (Movistar), Kaden Groves (Alpecin-Deceuninck) et Pascal Ackermann (UAE Emirates). Il n'est pas impossible que le maillot cyclamen échappe à un sprinteur au profit d'un coureur plus régulier aux premières places dans les nombreuses étapes plus vallonnées ou montagneuses.

## Déroulement de la course

### Première semaine
Après avoir dominé le début de la course en remportant notamment largement le contre-la-montre de la première étape, Remco Evenepoel endosse le premier maillot rose du Giro 2023. Les 2e et 3e étapes se terminent par un sprint massif remporté successivement par Jonathan Milan et Michael Matthews. Lors de la 4e étape, l'échappée aboutit avec la bénédiction de l'équipe Soudal Quick-Step souhaitant laisser le maillot rose à une autre équipe : Aurélien Paret-Peintre s'impose tandis que Andreas Leknessund s'empare du maillot rose. La 5e étape disputée sous la pluie est marquée par plusieurs chutes et, à l'arrivée, on retrouve un peloton réduit dont le sprint est remporté par Kaden Groves. La 6e étape se joue in extremis au sprint et est gagnée par Mads Pedersen, les deux derniers échappés Alessandro De Marchi et Simon Clarke étant repris à 200 mètres de la ligne d'arrivée. La première explication en haute montagne récompense au Gran Sasso l'échappée matinale de la 7e étape qui résiste au retour du peloton et où Davide Bais s'impose alors que peloton des favoris se neutralise. L'échappée initiale de la 8e étape aboutit aussi et voit Ben Healy s'imposer après avoir roulé 50 kilomètres seul en tête. Dans le long contre-la-montre de la 9e étape, Remco Evenepoel s'impose de justesse devant Geraint Thomas et récupère le maillot rose de leader de la course. Mais quelques heures après ce succès, le Belge champion du monde annonce devoir se retirer du Giro 2023 à la suite d'un test au Covid-19 positif : il s'agit du sixième coureur à quitter la course pour cette raison.

### Deuxième semaine
Après le retrait de Remco Evenepoel, son ancien dauphin Geraint Thomas devient le nouveau leader de la course au départ de la 10e étape. Il possède une avance minime de deux secondes sur Primož Roglič et de cinq secondes sur son coéquipier Tao Geoghegan Hart. La pluie rendant les routes glissantes provoque plusieurs chutes au sein du peloton lors de la 10e étape où l'échappée aboutit donnant la victoire à Magnus Cort Nielsen. La vague d'abandon liée au Covid continue avec notamment quatre coureurs de l'équipe Soudal Quick-Step non-partants pour la 11e étape. Cette étape voit notamment l'abandon sur chute de Tao Geoghegan Hart, troisième du classement général, l'échappée de six hommes reprise et l'Allemand Pascal Ackermann vainqueur devant Jonathan Milan après recours à la photo-finish. Le lendemain, le peloton laisse filer une importante échappée de 30 hommes d'où émergent trois coureurs que Nico Denz règle au sprint. La 13e étape fortement raccourcie à cause des mauvaises conditions climatiques récompense l'échappée initiale et Einer Rubio qui s'impose devant un Thibaut Pinot très déçu. Une nouvelle importante échappée constituée initialement de 29 coureurs prend plus de 21 minutes au peloton lors de la 14e étape et procure une seconde victoire à Nico Denz. Geraint Thomas doit céder son maillot rose à Bruno Armirail, membre de cette échappée. Nouvelle grosse échappée menée à terme pour la 15e étape et victoire à Bergame de Brandon McNulty dans un sprint à trois mais quasiment aucun changement au classement général. Cette deuxième semaine est surtout marquée par le mauvais temps, les nombreux abandons (44 depuis le début du Giro), les grosses échappées qui aboutissent et le manque d'attaques entre les favoris.

### Troisième semaine
La 16e étape voit enfin les principaux favoris se dévoiler. Une fois l'échappée reprise, les trois principaux candidats à la victoire finale se retrouvent parmi les hommes de tête dans les derniers kilomètres de l'ascension du Monte Bondone. João Almeida attaque le premier, Geraint Thomas le rejoint et le duo distance Primož Roglič de 25 secondes avec la victoire pour Almeida et la récupération du maillot rose pour Thomas. Le lendemain, l'étape plate se termine au sprint par le premier doublé italien de ce Giro : Alberto Dainese coiffe Jonathan Milan sur la ligne. Issus d'une échappée de sept hommes, le champion d'Italie Filippo Zana remonte Thibaut Pinot et s'impose dans un sprint à deux à l'arrivée de la 18e étape où Almeida concède 21 secondes au tandem Thomas-Roglič. La 19e étape qualifiée d'étape reine avec cinq cols au programme est remportée aux Tre Cime di Lavaredo par Santiago Buitrago, membre de l'échappée, alors que les trois premiers du classement général n'entament les hostilités qu'à deux kilomètres du sommet, Primož Roglič reprenant sur le fil 3 secondes à Geraint Thomas et 23 à João Almeida. Pour la dixième fois sur ce Giro, c'est un membre d'une échappée qui remporte la victoire. La 20e étape disputée contre-la-montre avec un final très pentu de plus de 7 km menant au Monte Lussari s'avère décisive vu le peu d'attaques des favoris entre eux depuis le début du Giro et les écarts minimes (moins d'une minute entre les trois premiers). Primož Roglič, auteur d'une fin d'ascension plus rapide, s'adjuge l'étape sous les acclamations d'un public majoritairement slovène venu en voisin, avec 40 secondes d'avance sur Geraint Thomas, dépasse ainsi le Gallois de 14 secondes au classement général et s'empare in extremis du maillot rose. Sprint massif à Rome pour la dernière étape remportée par le Britannique Mark Cavendish qui devient le coureur le plus âgé à gagner une étape du Giro.

## Étapes
| Étape     | Date        | Villes étapes                                 |                                         | Distance (km)         | Vainqueur d’étape      | Leader du classement général |
| --------- | ----------- | --------------------------------------------- | --------------------------------------- | --------------------- | ---------------------- | ---------------------------- |
| 1re étape | sam. 6 mai  | Fossacesia – Ortona                           | Contre-la-montre individuel             | 19,6                  | Remco Evenepoel        | Remco Evenepoel              |
| 2e étape  | dim. 7 mai  | Teramo – San Salvo                            | Étape de plaine                         | 202                   | Jonathan Milan         | Remco Evenepoel              |
| 3e étape  | lun. 8 mai  | Vasto – Melfi                                 | Étape vallonnée                         | 216                   | Michael Matthews       | Remco Evenepoel              |
| 4e étape  | mar. 9 mai  | Venosa – Laceno                               | Étape de moyenne montagne               | 175                   | Aurélien Paret-Peintre | Andreas Leknessund           |
| 5e étape  | mer. 10 mai | Atripalda – Salerne                           | Étape vallonnée                         | 171                   | Kaden Groves           | Andreas Leknessund           |
| 6e étape  | jeu. 11 mai | Naples – Naples                               | Étape vallonnée                         | 162                   | Mads Pedersen          | Andreas Leknessund           |
| 7e étape  | ven. 12 mai | Capoue – Gran Sasso                           | Étape de montagne                       | 218                   | Davide Bais            | Andreas Leknessund           |
| 8e étape  | sam. 13 mai | Terni – Fossombrone                           | Étape vallonnée                         | 207                   | Ben Healy              | Andreas Leknessund           |
| 9e étape  | dim. 14 mai | Savignano sul Rubicone – Cesena               | Contre-la-montre individuel             | 35                    | Remco Evenepoel        | Remco Evenepoel              |
|           | lun. 15 mai |                                               | Jour de repos                           | Journée de repos no 1 | Journée de repos no 1  | Journée de repos no 1        |
| 10e étape | mar. 16 mai | Scandiano – Viareggio                         | Étape vallonnée                         | 196                   | Magnus Cort Nielsen    | Geraint Thomas               |
| 11e étape | mer. 17 mai | Camaiore – Tortone                            | Étape de plaine                         | 219                   | Pascal Ackermann       | Geraint Thomas               |
| 12e étape | jeu. 18 mai | Bra – Rivoli                                  | Étape vallonnée                         | 179                   | Nico Denz              | Geraint Thomas               |
| 13e étape | ven. 19 mai | Borgofranco d'Ivrea Le Châble – Crans-Montana | Étape de montagne                       | 207 75                | Einer Rubio            | Geraint Thomas               |
| 14e étape | sam. 20 mai | Sierre – Cassano Magnago                      | Étape vallonnée                         | 193                   | Nico Denz              | Bruno Armirail               |
| 15e étape | dim. 21 mai | Seregno – Bergame                             | Étape de montagne                       | 195                   | Brandon McNulty        | Bruno Armirail               |
|           | lun. 22 mai |                                               | Jour de repos                           | Journée de repos no 2 | Journée de repos no 2  | Journée de repos no 2        |
| 16e étape | mar. 23 mai | Sabbio Chiese – Monte Bondone                 | Étape de montagne                       | 203                   | João Almeida           | Geraint Thomas               |
| 17e étape | mer. 24 mai | Pergine Valsugana – Caorle                    | Étape de plaine                         | 195                   | Alberto Dainese        | Geraint Thomas               |
| 18e étape | jeu. 25 mai | Oderzo – Val di Zoldo                         | Étape de moyenne montagne               | 161                   | Filippo Zana           | Geraint Thomas               |
| 19e étape | ven. 26 mai | Longarone – Tre Cime di Lavaredo              | Étape de montagne                       | 183                   | Santiago Buitrago      | Geraint Thomas               |
| 20e étape | sam. 27 mai | Tarvisio – Monte Lussari                      | Contre-la-montre individuel en montagne | 18,6                  | Primož Roglič          | Primož Roglič                |
| 21e étape | dim. 28 mai | Rome – Rome                                   | Étape de plaine                         | 135                   | Mark Cavendish         | Primož Roglič                |

## Classements

### Classement général final
| \| Classement général \| Classement général \| Classement général \| Classement général \| Classement général \| \| Coureur \| Coureur \| Pays \| Équipe \| Temps \| \| ------------------ \| ---------------------- \| ------------------ \| ------------------ \| ------------------ \| \| 1er \| Primož Roglič \| Slovénie \| Jumbo-Visma \| 85 h 29 min 02 s \| \| 2e \| Geraint Thomas \| Royaume-Uni \| Ineos Grenadiers \| + 14 s \| \| 3e \| João Almeida \| Portugal \| UAE Team Emirates \| + 1 min 15 s \| \| 4e \| Damiano Caruso \| Italie \| Bahrain Victorious \| + 4 min 40 s \| \| 5e \| Thibaut Pinot \| France \| Groupama-FDJ \| + 5 min 43 s \| \| 6e \| Thymen Arensman \| Pays-Bas \| Ineos Grenadiers \| + 6 min 05 s \| \| 7e \| Eddie Dunbar \| Irlande \| Team Jayco AlUla \| + 7 min 30 s \| \| 8e \| Andreas Leknessund \| Norvège \| Team DSM \| + 7 min 31 s \| \| 9e \| Lennard Kämna \| Allemagne \| Bora-Hansgrohe \| + 7 min 46 s \| \| 10e \| Laurens De Plus \| Belgique \| Ineos Grenadiers \| + 9 min 08 s \| \| 11e \| Einer Rubio \| Colombie \| Movistar Team \| + 10 min 43 s \| \| 12e \| Ilan Van Wilder \| Belgique \| Soudal Quick-Step \| + 11 min 58 s \| \| 13e \| Santiago Buitrago \| Colombie \| Bahrain Victorious \| + 12 min 21 s \| \| 14e \| Sepp Kuss \| États-Unis \| Jumbo-Visma \| + 13 min 09 s \| \| 15e \| Aurélien Paret-Peintre \| France \| AG2R Citroën Team \| + 14 min 13 s \| \| 16e \| Bruno Armirail \| France \| Groupama-FDJ \| + 17 min 16 s \| \| 17e \| Warren Barguil \| France \| Arkéa-Samsic \| + 24 min 06 s \| \| 18e \| Filippo Zana \| Italie \| Team Jayco AlUla \| + 33 min 22 s \| \| 19e \| Jack Haig \| Australie \| Bahrain Victorious \| + 34 min 46 s \| \| 20e \| Patrick Konrad \| Autriche \| Bora-Hansgrohe \| + 37 min 57 s \| |                        |             |                    |                  |
| |                        |             |                    |                  |
| Source : ProCyclingStats |                        |             |                    |                  |
| Classement général |                        |             |                    |                  |
| Coureur | Coureur                | Pays        | Équipe             | Temps            |
| 1er | Primož Roglič          | Slovénie    | Jumbo-Visma        | 85 h 29 min 02 s |
| 2e | Geraint Thomas         | Royaume-Uni | Ineos Grenadiers   | + 14 s           |
| 3e | João Almeida           | Portugal    | UAE Team Emirates  | + 1 min 15 s     |
| 4e | Damiano Caruso         | Italie      | Bahrain Victorious | + 4 min 40 s     |
| 5e | Thibaut Pinot          | France      | Groupama-FDJ       | + 5 min 43 s     |
| 6e | Thymen Arensman        | Pays-Bas    | Ineos Grenadiers   | + 6 min 05 s     |
| 7e | Eddie Dunbar           | Irlande     | Team Jayco AlUla   | + 7 min 30 s     |
| 8e | Andreas Leknessund     | Norvège     | Team DSM           | + 7 min 31 s     |
| 9e | Lennard Kämna          | Allemagne   | Bora-Hansgrohe     | + 7 min 46 s     |
| 10e | Laurens De Plus        | Belgique    | Ineos Grenadiers   | + 9 min 08 s     |
| 11e | Einer Rubio            | Colombie    | Movistar Team      | + 10 min 43 s    |
| 12e | Ilan Van Wilder        | Belgique    | Soudal Quick-Step  | + 11 min 58 s    |
| 13e | Santiago Buitrago      | Colombie    | Bahrain Victorious | + 12 min 21 s    |
| 14e | Sepp Kuss              | États-Unis  | Jumbo-Visma        | + 13 min 09 s    |
| 15e | Aurélien Paret-Peintre | France      | AG2R Citroën Team  | + 14 min 13 s    |
| 16e | Bruno Armirail         | France      | Groupama-FDJ       | + 17 min 16 s    |
| 17e | Warren Barguil         | France      | Arkéa-Samsic       | + 24 min 06 s    |
| 18e | Filippo Zana           | Italie      | Team Jayco AlUla   | + 33 min 22 s    |
| 19e | Jack Haig              | Australie   | Bahrain Victorious | + 34 min 46 s    |
| 20e | Patrick Konrad         | Autriche    | Bora-Hansgrohe     | + 37 min 57 s    |

### Classements annexes
| Classement par points | Classement par points | Classement par points | Classement par points | Classement par points |
| Coureur               | Coureur               | Pays                  | Équipe                | Points                |
| --------------------- | --------------------- | --------------------- | --------------------- | --------------------- |
| 1er                   | Jonathan Milan        | Italie                | Bahrain Victorious    | 217 pts               |
| 2e                    | Derek Gee             | Canada                | Israel-Premier Tech   | 164 pts               |
| 3e                    | Michael Matthews      | Australie             | Team Jayco AlUla      | 101 pts               |
| 4e                    | Mark Cavendish        | Royaume-Uni           | Astana Qazaqstan Team | 101 pts               |
| 5e                    | Pascal Ackermann      | Allemagne             | UAE Team Emirates     | 95 pts                |
| 6e                    | Toms Skujiņš          | Lettonie              | Trek-Segafredo        | 91 pts                |
| 7e                    | Nico Denz             | Allemagne             | Bora-Hansgrohe        | 77 pts                |
| 8e                    | Magnus Cort Nielsen   | Danemark              | EF Education-EasyPost | 68 pts                |
| 9e                    | Alberto Dainese       | Italie                | Team DSM              | 63 pts                |
| 10e                   | Primož Roglič         | Slovénie              | Jumbo-Visma           | 56 pts                |

| Classement par points | Classement par points | Classement par points | Classement par points | Classement par points |
| Coureur               | Coureur               | Pays                  | Équipe                | Points                |
| --------------------- | --------------------- | --------------------- | --------------------- | --------------------- |
| 1er                   | Jonathan Milan        | Italie                | Bahrain Victorious    | 217 pts               |
| 2e                    | Derek Gee             | Canada                | Israel-Premier Tech   | 164 pts               |
| 3e                    | Michael Matthews      | Australie             | Team Jayco AlUla      | 101 pts               |
| 4e                    | Mark Cavendish        | Royaume-Uni           | Astana Qazaqstan Team | 101 pts               |
| 5e                    | Pascal Ackermann      | Allemagne             | UAE Team Emirates     | 95 pts                |
| 6e                    | Toms Skujiņš          | Lettonie              | Trek-Segafredo        | 91 pts                |
| 7e                    | Nico Denz             | Allemagne             | Bora-Hansgrohe        | 77 pts                |
| 8e                    | Magnus Cort Nielsen   | Danemark              | EF Education-EasyPost | 68 pts                |
| 9e                    | Alberto Dainese       | Italie                | Team DSM              | 63 pts                |
| 10e                   | Primož Roglič         | Slovénie              | Jumbo-Visma           | 56 pts                |

| Classement de la montagne | Classement de la montagne | Classement de la montagne | Classement de la montagne          | Classement de la montagne |
| Coureur                   | Coureur                   | Pays                      | Équipe                             | Points                    |
| ------------------------- | ------------------------- | ------------------------- | ---------------------------------- | ------------------------- |
| 1er                       | Thibaut Pinot             | France                    | Groupama-FDJ                       | 237 pts                   |
| 2e                        | Derek Gee                 | Canada                    | Israel-Premier Tech                | 200 pts                   |
| 3e                        | Ben Healy                 | Irlande                   | EF Education-EasyPost              | 164 pts                   |
| 4e                        | Davide Bais               | Italie                    | Eolo-Kometa                        | 144 pts                   |
| 5e                        | Einer Rubio               | Colombie                  | Movistar Team                      | 118 pts                   |
| 6e                        | Primož Roglič             | Slovénie                  | Jumbo-Visma                        | 86 pts                    |
| 7e                        | Santiago Buitrago         | Colombie                  | Bahrain Victorious                 | 82 pts                    |
| 8e                        | Davide Gabburo            | Italie                    | Green Project-Bardiani CSF-Faizanè | 69 pts                    |
| 9e                        | João Almeida              | Portugal                  | UAE Team Emirates                  | 67 pts                    |
| 10e                       | Aurélien Paret-Peintre    | France                    | AG2R Citroën Team                  | 56 pts                    |

| Classement de la montagne | Classement de la montagne | Classement de la montagne | Classement de la montagne          | Classement de la montagne |
| Coureur                   | Coureur                   | Pays                      | Équipe                             | Points                    |
| ------------------------- | ------------------------- | ------------------------- | ---------------------------------- | ------------------------- |
| 1er                       | Thibaut Pinot             | France                    | Groupama-FDJ                       | 237 pts                   |
| 2e                        | Derek Gee                 | Canada                    | Israel-Premier Tech                | 200 pts                   |
| 3e                        | Ben Healy                 | Irlande                   | EF Education-EasyPost              | 164 pts                   |
| 4e                        | Davide Bais               | Italie                    | Eolo-Kometa                        | 144 pts                   |
| 5e                        | Einer Rubio               | Colombie                  | Movistar Team                      | 118 pts                   |
| 6e                        | Primož Roglič             | Slovénie                  | Jumbo-Visma                        | 86 pts                    |
| 7e                        | Santiago Buitrago         | Colombie                  | Bahrain Victorious                 | 82 pts                    |
| 8e                        | Davide Gabburo            | Italie                    | Green Project-Bardiani CSF-Faizanè | 69 pts                    |
| 9e                        | João Almeida              | Portugal                  | UAE Team Emirates                  | 67 pts                    |
| 10e                       | Aurélien Paret-Peintre    | France                    | AG2R Citroën Team                  | 56 pts                    |

| Classement du meilleur jeune | Classement du meilleur jeune | Classement du meilleur jeune | Classement du meilleur jeune | Classement du meilleur jeune |
| Coureur                      | Coureur                      | Pays                         | Équipe                       | Temps                        |
| ---------------------------- | ---------------------------- | ---------------------------- | ---------------------------- | ---------------------------- |
| 1er                          | João Almeida                 | Portugal                     | UAE Team Emirates            | 85 h 30 min 17 s             |
| 2e                           | Thymen Arensman              | Pays-Bas                     | Ineos Grenadiers             | + 4 min 50 s                 |
| 3e                           | Andreas Leknessund           | Norvège                      | Team DSM                     | + 6 min 16 s                 |
| 4e                           | Einer Rubio                  | Colombie                     | Movistar Team                | + 9 min 28 s                 |
| 5e                           | Ilan Van Wilder              | Belgique                     | Soudal Quick-Step            | + 10 min 43 s                |
| 6e                           | Santiago Buitrago            | Colombie                     | Bahrain Victorious           | + 11 min 06 s                |
| 7e                           | Filippo Zana                 | Italie                       | Team Jayco AlUla             | + 32 min 07 s                |
| 8e                           | Laurens Huys                 | Belgique                     | Intermarché-Circus-Wanty     | + 51 min 03 s                |
| 9e                           | Brandon McNulty              | États-Unis                   | UAE Team Emirates            | + 1 h 06 min 28 s            |
| 10e                          | Marco Frigo                  | Italie                       | Israel-Premier Tech          | + 1 h 23 min 21 s            |

| Classement du meilleur jeune | Classement du meilleur jeune | Classement du meilleur jeune | Classement du meilleur jeune | Classement du meilleur jeune |
| Coureur                      | Coureur                      | Pays                         | Équipe                       | Temps                        |
| ---------------------------- | ---------------------------- | ---------------------------- | ---------------------------- | ---------------------------- |
| 1er                          | João Almeida                 | Portugal                     | UAE Team Emirates            | 85 h 30 min 17 s             |
| 2e                           | Thymen Arensman              | Pays-Bas                     | Ineos Grenadiers             | + 4 min 50 s                 |
| 3e                           | Andreas Leknessund           | Norvège                      | Team DSM                     | + 6 min 16 s                 |
| 4e                           | Einer Rubio                  | Colombie                     | Movistar Team                | + 9 min 28 s                 |
| 5e                           | Ilan Van Wilder              | Belgique                     | Soudal Quick-Step            | + 10 min 43 s                |
| 6e                           | Santiago Buitrago            | Colombie                     | Bahrain Victorious           | + 11 min 06 s                |
| 7e                           | Filippo Zana                 | Italie                       | Team Jayco AlUla             | + 32 min 07 s                |
| 8e                           | Laurens Huys                 | Belgique                     | Intermarché-Circus-Wanty     | + 51 min 03 s                |
| 9e                           | Brandon McNulty              | États-Unis                   | UAE Team Emirates            | + 1 h 06 min 28 s            |
| 10e                          | Marco Frigo                  | Italie                       | Israel-Premier Tech          | + 1 h 23 min 21 s            |

| Classement par équipes | Classement par équipes | Classement par équipes | Classement par équipes |
| Équipe                 | Équipe                 | Pays                   | Temps                  |
| ---------------------- | ---------------------- | ---------------------- | ---------------------- |
| 1re                    | Bahrain Victorious     | Bahreïn                | 256 h 21 min 18 s      |
| 2e                     | Ineos Grenadiers       | Royaume-Uni            | + 16 min 22 s          |
| 3e                     | Jumbo-Visma            | Pays-Bas               | + 30 min 40 s          |
| 4e                     | UAE Team Emirates      | Émirats arabes unis    | + 51 min 53 s          |
| 5e                     | AG2R Citroën Team      | France                 | + 1 h 21 min 30 s      |
| 6e                     | Bora-Hansgrohe         | Allemagne              | + 1 h 25 min 31 s      |
| 7e                     | Astana Qazaqstan Team  | Kazakhstan             | + 1 h 31 min 44 s      |
| 8e                     | Team Jayco AlUla       | Australie              | + 1 h 32 min 51 s      |
| 9e                     | Israel-Premier Tech    | Israël                 | + 1 h 51 min 54 s      |
| 10e                    | EF Education-EasyPost  | États-Unis             | + 2 h 18 min 52 s      |

| Classement par équipes | Classement par équipes | Classement par équipes | Classement par équipes |
| Équipe                 | Équipe                 | Pays                   | Temps                  |
| ---------------------- | ---------------------- | ---------------------- | ---------------------- |
| 1re                    | Bahrain Victorious     | Bahreïn                | 256 h 21 min 18 s      |
| 2e                     | Ineos Grenadiers       | Royaume-Uni            | + 16 min 22 s          |
| 3e                     | Jumbo-Visma            | Pays-Bas               | + 30 min 40 s          |
| 4e                     | UAE Team Emirates      | Émirats arabes unis    | + 51 min 53 s          |
| 5e                     | AG2R Citroën Team      | France                 | + 1 h 21 min 30 s      |
| 6e                     | Bora-Hansgrohe         | Allemagne              | + 1 h 25 min 31 s      |
| 7e                     | Astana Qazaqstan Team  | Kazakhstan             | + 1 h 31 min 44 s      |
| 8e                     | Team Jayco AlUla       | Australie              | + 1 h 32 min 51 s      |
| 9e                     | Israel-Premier Tech    | Israël                 | + 1 h 51 min 54 s      |
| 10e                    | EF Education-EasyPost  | États-Unis             | + 2 h 18 min 52 s      |

#### Autres classements
- Classement des sprints intermédiaires[4] :  Toms Skujiņš
- Classement de la combativité :  Derek Gee
- Classement Fuga Bianchi[5] :  Thomas Champion
- Cima Coppi :  Santiago Buitrago
- Cima Pantani :  Davide Bais
- Trophée Bonacossa[6] :  Damiano Caruso
- Classement du fair-play : Groupama-FDJ

### Classement UCI
La course attribue des points au Classement mondial UCI 2023 selon le barème suivant :
| Position                   | 1er  | 2e  | 3e  | 4e  | 5e  | 6e  | 7e  | 8e  | 9e  | 10e | 11e | 12e | 13e | 14e | 15e | 16e | 17e | 18e | 19e | 20e | 20e à 25e | 26e à 30e | 31e à 40e | 41e à 50e | 51e à 55e | 56e à 60e |
| -------------------------- | ---- | --- | --- | --- | --- | --- | --- | --- | --- | --- | --- | --- | --- | --- | --- | --- | --- | --- | --- | --- | --------- | --------- | --------- | --------- | --------- | --------- |
| Classement général         | 1100 | 885 | 750 | 600 | 495 | 415 | 340 | 285 | 235 | 180 | 155 | 130 | 110 | 90  | 80  | 75  | 70  | 60  | 44  | 55  | 50        | 30        | 25        | 20        | 15        | 10        |
| Par étapes                 | 180  | 130 | 95  | 80  | 60  | 45  | 40  | 35  | 30  | 25  | 20  | 15  | 10  | 5   | 2   |     |     |     |     |     |           |           |           |           |           |           |
| Classements finaux annexes | 180  | 130 | 95  |     |     |     |     |     |     |     |     |     |     |     |     |     |     |     |     |     |           |           |           |           |           |           |
| Leader par étapes          | 20   |     |     |     |     |     |     |     |     |     |     |     |     |     |     |     |     |     |     |     |           |           |           |           |           |           |

#### Points gagnés à l'issue de la course
| Rang | Coureur            | Équipe              | Général | Etape | Leader | Annexe | Total |
| ---- | ------------------ | ------------------- | ------- | ----- | ------ | ------ | ----- |
| 1    | Primož Roglič      | Jumbo-Visma         | 1100    | 630   | 20     | -      | 1750  |
| 2    | Geraint Thomas     | Ineos Grenadiers    | 885     | 602   | 140    | -      | 1627  |
| 3    | João Almeida       | UAE Emirates        | 750     | 562   | -      | -      | 1312  |
| 4    | Thibaut Pinot      | Groupama-FDJ        | 495     | 395   | -      | 180    | 1070  |
| 5    | Derek Gee          | Israel-Premier Tech | 50      | 680   | -      | 260    | 990   |
| 6    | Jonathan Milan     | Bahrain Victorious  | -       | 745   | -      | 180    | 925   |
| 7    | Damiano Caruso     | Bahrain Victorious  | 600     | 240   | -      | -      | 840   |
| 8    | Mads Pedersen      | Trek-Segafredo      | -       | 580   | -      | -      | 580   |
| 9    | Thymen Arensman    | Ineos Grenadiers    | 415     | 152   | -      | -      | 567   |
| 10   | Andreas Leknessund | DSM                 | 285     | 170   | 100    | -      | 555   |

## Évolution des classements

### Règlements
Le classement général, dont le leader porte le maillot rose, s'établit en additionnant les temps réalisés à chaque étape, puis en ôtant d'éventuelles bonifications (10, 6 et 4 secondes à l'arrivée des étapes en ligne et 3, 2 et 1 secondes au second sprint intermédiaire de chaque étape). En cas d'égalité, les critères de départage, dans l'ordre, sont : dixièmes et centièmes de seconde enregistrés lors des contre-la-montre, addition des places obtenues lors de chaque étape, place obtenue lors de la dernière étape. Ce classement est le plus important de la course et le gagnant est le vainqueur du Giro.
Le classement par points, dont le leader porte le maillot cyclamen, est l'addition des points attribués à l'arrivée des étapes et au premier sprint intermédiaire de chaque étape en ligne. Comme c'est le cas depuis 2014, la répartition des points est différente selon le type d'étape. Ainsi, le classement par points est établi en fonction du barème suivant :
- Pour les arrivées des étapes dites « sans difficulté » ou de « basse difficulté » : 50, 35, 25, 18, 14, 12, 10, 8, 7, 6, 5, 4, 3, 2 et 1 point(s) pour les 15 premiers coureurs classés ;
- Pour les arrivées des étapes dites de « moyenne difficulté » : 25, 18, 12, 8, 6, 5, 4, 3, 2, 1 point(s) pour les 10 premiers coureurs classés ;
- Pour les arrivées des étapes dites de « haute montagne » et les contre-la-montre individuels : 15, 12, 9, 7, 6, 5, 4, 3, 2 et 1 point(s) pour les 10 premiers coureurs classés ;
- Pour les sprints intermédiaires (le premier de chaque étape en ligne) : 12, 8, 6, 5, 4, 3, 2 et 1 point(s) pour les 8 premiers coureurs classés.

En cas d'égalité de points, les critères de départage, dans l'ordre, sont : nombre de victoires d'étape, nombre de sprints intermédiaires, classement général.
Le classement de la montagne, dont le leader porte le maillot bleu, consiste en l'addition des points obtenus au sommet des différentes ascensions classées tout au long de l'épreuve, en fonction du barème suivant :
- Pour l'ascension dite Cima Coppi : 50, 30, 20, 14, 10, 6, 4, 2 et 1 point pour les 9 premiers coureurs classés ;
- Pour les ascensions de 1re catégorie : 40, 18, 12, 9, 6, 4, 2 et 1 point pour les 8 premiers coureurs classés ;
- Pour les ascensions de 2e catégorie : 18, 8, 6, 4, 2 et 1 point pour les 6 premiers coureurs classés ;
- Pour les ascensions de 3e catégorie : 9, 4, 2 et 1 point pour les 4 premiers coureurs classés ;
- Pour les ascensions de 4e catégorie : 3, 2 et 1 point pour les 3 premiers coureurs classés.

En cas d'égalité de points, les critères de départage, dans l'ordre, sont : nombre de premières places dans la Cima Coppi, les ascensions de 1re, de 2e, de 3e, puis de 4e catégorie, et le classement général.
Le classement du meilleur jeune, dont le leader porte le maillot blanc, est le classement général des coureurs nés après le 1er janvier 1998.
Il existe également un classement pour les équipes. Le classement par équipes de l'étape est l'addition des trois meilleurs temps individuels de chaque équipe, sauf lors du contre-la-montre par équipes, où l'on prend le temps de l'équipe. En cas d'égalité, les critères de départage, dans l'ordre, sont : addition des places des 3 premiers coureurs des équipes concernées, place du meilleur coureur sur l'étape. Calculer le classement par équipes revient à additionner les classements par équipes de chaque étape. En cas d'égalité, les critères de départage, dans l'ordre, sont : nombre de premières places dans le classement par équipes du jour, nombre de deuxièmes places dans le classement par équipes du jour, etc., place au classement général du meilleur coureur des équipes concernées.

### Suivi étape par étape
| Étape              | Vainqueur              | Classement général | Classement par points | Classement de la montagne | Classement du meilleur jeune | Classement par équipes |
| ------------------ | ---------------------- | ------------------ | --------------------- | ------------------------- | ---------------------------- | ---------------------- |
| 1                  | Remco Evenepoel        | Remco Evenepoel    | Remco Evenepoel       | Tao Geoghegan Hart        | Remco Evenepoel              | Ineos Grenadiers       |
| 2                  | Jonathan Milan         | Remco Evenepoel    | Jonathan Milan        | Paul Lapeira              | Remco Evenepoel              | UAE Emirates           |
| 3                  | Michael Matthews       | Remco Evenepoel    | Jonathan Milan        | Thibaut Pinot             | Remco Evenepoel              | UAE Emirates           |
| 4                  | Aurélien Paret-Peintre | Andreas Leknessund | Jonathan Milan        | Thibaut Pinot             | Andreas Leknessund           | Ineos Grenadiers       |
| 5                  | Kaden Groves           | Andreas Leknessund | Jonathan Milan        | Thibaut Pinot             | Andreas Leknessund           | Ineos Grenadiers       |
| 6                  | Mads Pedersen          | Andreas Leknessund | Jonathan Milan        | Thibaut Pinot             | Andreas Leknessund           | Ineos Grenadiers       |
| 7                  | Davide Bais            | Andreas Leknessund | Jonathan Milan        | Davide Bais               | Andreas Leknessund           | Ineos Grenadiers       |
| 8                  | Ben Healy              | Andreas Leknessund | Jonathan Milan        | Davide Bais               | Andreas Leknessund           | Ineos Grenadiers       |
| 9                  | Remco Evenepoel        | Remco Evenepoel    | Jonathan Milan        | Davide Bais               | Remco Evenepoel              | Ineos Grenadiers       |
| 10                 | Magnus Cort Nielsen    | Geraint Thomas     | Jonathan Milan        | Davide Bais               | João Almeida                 | Ineos Grenadiers       |
| 11                 | Pascal Ackermann       | Geraint Thomas     | Jonathan Milan        | Davide Bais               | João Almeida                 | Ineos Grenadiers       |
| 12                 | Nico Denz              | Geraint Thomas     | Jonathan Milan        | Davide Bais               | João Almeida                 | Jumbo-Visma            |
| 13                 | Einer Rubio            | Geraint Thomas     | Jonathan Milan        | Thibaut Pinot             | João Almeida                 | Jumbo-Visma            |
| 14                 | Nico Denz              | Bruno Armirail     | Jonathan Milan        | Davide Bais               | João Almeida                 | Bahrain Victorious     |
| 15                 | Brandon McNulty        | Bruno Armirail     | Jonathan Milan        | Davide Bais               | João Almeida                 | Bahrain Victorious     |
| 16                 | João Almeida           | Geraint Thomas     | Jonathan Milan        | Ben Healy                 | João Almeida                 | Bahrain Victorious     |
| 17                 | Alberto Dainese        | Geraint Thomas     | Jonathan Milan        | Ben Healy                 | João Almeida                 | Bahrain Victorious     |
| 18                 | Filippo Zana           | Geraint Thomas     | Jonathan Milan        | Thibaut Pinot             | João Almeida                 | Bahrain Victorious     |
| 19                 | Santiago Buitrago      | Geraint Thomas     | Jonathan Milan        | Thibaut Pinot             | João Almeida                 | Bahrain Victorious     |
| 20                 | Primož Roglič          | Primož Roglič      | Jonathan Milan        | Thibaut Pinot             | João Almeida                 | Bahrain Victorious     |
| 21                 | Mark Cavendish         | Primož Roglič      | Jonathan Milan        | Thibaut Pinot             | João Almeida                 | Bahrain Victorious     |
| Classements finals | Classements finals     | Primož Roglič      | Jonathan Milan        | Thibaut Pinot             | João Almeida                 | Bahrain Victorious     |

## Liste des participants
| Soudal Quick-Step SOQ                              | Soudal Quick-Step SOQ                   | Soudal Quick-Step SOQ |
| -------------------------------------------------- | --------------------------------------- | --------------------- |
| Num                                                | Coureur                                 | Pos                   |
| 1                                                  | Remco Evenepoel (BEL) (route et chrono) | NP-10                 |
| 2                                                  | Davide Ballerini (ITA)                  | NP-16                 |
| 3                                                  | Mattia Cattaneo (ITA)                   | NP-11                 |
| 4                                                  | Josef Černý (CZE)                       | NP-11                 |
| 5                                                  | Jan Hirt (CZE)                          | NP-11                 |
| 6                                                  | Pieter Serry (BEL)                      | 60e                   |
| 7                                                  | Ilan Van Wilder (BEL)                   | 12e                   |
| 8                                                  | Louis Vervaeke (BEL)                    | NP-11                 |
| Directeur sportif : Davide Bramati, Klaas Lodewyck |                                         |                       |

| AG2R Citroën Team ACT                                               | AG2R Citroën Team ACT        | AG2R Citroën Team ACT |
| ------------------------------------------------------------------- | ---------------------------- | --------------------- |
| Num                                                                 | Coureur                      | Pos                   |
| 11                                                                  | Aurélien Paret-Peintre (FRA) | 15e                   |
| 12                                                                  | Alex Baudin (FRA)            | 73e                   |
| 13                                                                  | Mikaël Cherel (FRA)          | AB-12                 |
| 14                                                                  | Paul Lapeira (FRA)           | AB-4                  |
| 15                                                                  | Valentin Paret-Peintre (FRA) | 37e                   |
| 16                                                                  | Nicolas Prodhomme (FRA)      | 23e                   |
| 17                                                                  | Andrea Vendrame (ITA)        | NP-11                 |
| 18                                                                  | Lawrence Warbasse (USA)      | 44e                   |
| Directeur sportif : Didier Jannel, Artūras Kasputis, Laurent Biondi |                              |                       |

| Alpecin-Deceuninck ADC                           | Alpecin-Deceuninck ADC  | Alpecin-Deceuninck ADC |
| ------------------------------------------------ | ----------------------- | ---------------------- |
| Num                                              | Coureur                 | Pos                    |
| 21                                               | Stefano Oldani (ITA)    | 45e                    |
| 22                                               | Nicola Conci (ITA)      | NP-7                   |
| 23                                               | Kaden Groves (AUS)      | AB-12                  |
| 24                                               | Alexander Krieger (GER) | 121e                   |
| 25                                               | Senne Leysen (BEL)      | 91e                    |
| 26                                               | Oscar Riesebeek (NED)   | NP-10                  |
| 27                                               | Kristian Sbaragli (ITA) | 85e                    |
| 28                                               | Ramon Sinkeldam (NED)   | NP-5                   |
| Directeur sportif : Bart Leysen, Gianni Meersman |                         |                        |

| Astana Qazaqstan Team AST                             | Astana Qazaqstan Team AST    | Astana Qazaqstan Team AST |
| ----------------------------------------------------- | ---------------------------- | ------------------------- |
| Num                                                   | Coureur                      | Pos                       |
| 31                                                    | Mark Cavendish (GBR) (route) | 120e                      |
| 32                                                    | Samuele Battistella (ITA)    | NP-14                     |
| 33                                                    | Joe Dombrowski (USA)         | 59e                       |
| 34                                                    | Gianni Moscon (ITA)          | 107e                      |
| 35                                                    | Vadim Pronskiy (KAZ)         | 43e                       |
| 36                                                    | Luis León Sánchez (ESP)      | 24e                       |
| 37                                                    | Christian Scaroni (ITA)      | 58e                       |
| 38                                                    | Simone Velasco (ITA)         | 26e                       |
| Directeur sportif : Bruno Cenghialta, Alexandr Shefer |                              |                           |

| Bahrain Victorious TBV                             | Bahrain Victorious TBV        | Bahrain Victorious TBV |
| -------------------------------------------------- | ----------------------------- | ---------------------- |
| Num                                                | Coureur                       | Pos                    |
| 41                                                 | Jack Haig (AUS)               | 19e                    |
| 42                                                 | Yukiya Arashiro (JPN) (route) | 123e                   |
| 43                                                 | Santiago Buitrago (COL)       | 13e                    |
| 44                                                 | Damiano Caruso (ITA)          | 4e                     |
| 45                                                 | Jonathan Milan (ITA)          | 103e                   |
| 46                                                 | Andrea Pasqualon (ITA)        | 65e                    |
| 47                                                 | Jasha Sütterlin (GER)         | 75e                    |
| 48                                                 | Edoardo Zambanini (ITA)       | 40e                    |
| Directeur sportif : Gorazd Štangelj, Alberto Volpi |                               |                        |

| Bora-Hansgrohe BOH                                             | Bora-Hansgrohe BOH           | Bora-Hansgrohe BOH |
| -------------------------------------------------------------- | ---------------------------- | ------------------ |
| Num                                                            | Coureur                      | Pos                |
| 51                                                             | Aleksandr Vlasov             | AB-10              |
| 52                                                             | Giovanni Aleotti (ITA)       | NP-7               |
| 53                                                             | Cesare Benedetti (POL)       | 102e               |
| 54                                                             | Nico Denz (GER)              | 57e                |
| 55                                                             | Bob Jungels (LUX) (chrono)   | 39e                |
| 56                                                             | Lennard Kämna (GER) (chrono) | 9e                 |
| 57                                                             | Patrick Konrad (AUT)         | 20e                |
| 58                                                             | Anton Palzer (GER)           | 51e                |
| Directeur sportif : Enrico Gasparotto, Jean-Pierre Heynderickx |                              |                    |

| Cofidis COF                                           | Cofidis COF              | Cofidis COF |
| ----------------------------------------------------- | ------------------------ | ----------- |
| Num                                                   | Coureur                  | Pos         |
| 61                                                    | Simone Consonni (ITA)    | 111e        |
| 62                                                    | François Bidard (FRA)    | 54e         |
| 63                                                    | Davide Cimolai (ITA)     | NP-9        |
| 64                                                    | Thomas Champion (FRA)    | 66e         |
| 65                                                    | Alexandre Delettre (FRA) | 89e         |
| 66                                                    | Jonathan Lastra (ESP)    | 35e         |
| 67                                                    | Rémy Rochas (FRA)        | NP-5        |
| 68                                                    | Hugo Toumire (FRA)       | 83e         |
| Directeur sportif : Roberto Damiani, Jean-Luc Jonrond |                          |             |

| EF Education-EasyPost EFE                              | EF Education-EasyPost EFE       | EF Education-EasyPost EFE |
| ------------------------------------------------------ | ------------------------------- | ------------------------- |
| Num                                                    | Coureur                         | Pos                       |
| 71                                                     | Rigoberto Urán (COL)            | NP-10                     |
| 72                                                     | Jonathan Caicedo (ECU) (chrono) | NP-11                     |
| 73                                                     | Hugh Carthy (GBR)               | NP-19                     |
| 74                                                     | Alexander Cepeda (ECU)          | 53e                       |
| 75                                                     | Stefan de Bod (RSA) (chrono)    | NP-14                     |
| 76                                                     | Ben Healy (IRL) (chrono)        | 55e                       |
| 77                                                     | Alberto Bettiol (ITA)           | 48e                       |
| 78                                                     | Magnus Cort Nielsen (DEN)       | 62e                       |
| Directeur sportif : Matti Breschel, Tejay van Garderen |                                 |                           |

| Eolo-Kometa EOK                                               | Eolo-Kometa EOK            | Eolo-Kometa EOK |
| ------------------------------------------------------------- | -------------------------- | --------------- |
| Num                                                           | Coureur                    | Pos             |
| 81                                                            | Vincenzo Albanese (ITA)    | 70e             |
| 82                                                            | Davide Bais (ITA)          | 81e             |
| 83                                                            | Mattia Bais (ITA)          | 47e             |
| 84                                                            | Erik Fetter (HUN) (chrono) | AB-10           |
| 85                                                            | Lorenzo Fortunato (ITA)    | 21e             |
| 86                                                            | Francesco Gavazzi (ITA)    | 67e             |
| 87                                                            | Mirco Maestri (ITA)        | 78e             |
| 88                                                            | Diego Pablo Sevilla (ESP)  | 96e             |
| Directeur sportif : Jesús Hernández Blázquez, Stefano Zanatta |                            |                 |

| Green Project-Bardiani CSF-Faizanè BCF                   | Green Project-Bardiani CSF-Faizanè BCF | Green Project-Bardiani CSF-Faizanè BCF |
| -------------------------------------------------------- | -------------------------------------- | -------------------------------------- |
| Num                                                      | Coureur                                | Pos                                    |
| 91                                                       | Filippo Fiorelli (ITA)                 | 114e                                   |
| 92                                                       | Luca Covili (ITA)                      | NP-18                                  |
| 93                                                       | Davide Gabburo (ITA)                   | 64e                                    |
| 94                                                       | Filippo Magli (ITA)                    | 106e                                   |
| 95                                                       | Martin Marcellusi (ITA)                | 99e                                    |
| 96                                                       | Henok Mulubrhan (ERI) (route)          | 87e                                    |
| 97                                                       | Alessandro Tonelli (ITA)               | 42e                                    |
| 98                                                       | Samuele Zoccarato (ITA)                | AB-8                                   |
| Directeur sportif : Roberto Reverberi, Alessandro Donati |                                        |                                        |

| Groupama-FDJ GFC                                     | Groupama-FDJ GFC              | Groupama-FDJ GFC |
| ---------------------------------------------------- | ----------------------------- | ---------------- |
| Num                                                  | Coureur                       | Pos              |
| 101                                                  | Thibaut Pinot (FRA)           | 5e               |
| 102                                                  | Bruno Armirail (FRA) (chrono) | 16e              |
| 103                                                  | Ignatas Konovalovas (LTU)     | 105e             |
| 104                                                  | Stefan Küng (SUI)             | NP-10            |
| 105                                                  | Fabian Lienhard (SUI)         | 113e             |
| 106                                                  | Rudy Molard (FRA)             | 69e              |
| 107                                                  | Jake Stewart (GBR)            | 92e              |
| 109                                                  | Lars van den Berg (NED)       | NP-8             |
| Directeur sportif : Thierry Bricaud, Jussi Veikkanen |                               |                  |

| Ineos Grenadiers IGD                               | Ineos Grenadiers IGD         | Ineos Grenadiers IGD |
| -------------------------------------------------- | ---------------------------- | -------------------- |
| Num                                                | Coureur                      | Pos                  |
| 111                                                | Tao Geoghegan Hart (GBR)     | AB-11                |
| 112                                                | Thymen Arensman (NED)        | 6e                   |
| 113                                                | Laurens De Plus (BEL)        | 10e                  |
| 114                                                | Filippo Ganna (ITA) (chrono) | NP-8                 |
| 115                                                | Salvatore Puccio (ITA)       | 72e                  |
| 116                                                | Pavel Sivakov (FRA)          | AB-16                |
| 117                                                | Ben Swift (GBR)              | 61e                  |
| 118                                                | Geraint Thomas (GBR)         | 2e                   |
| Directeur sportif : Matteo Tosatto, Oliver Cookson |                              |                      |

| Intermarché-Circus-Wanty ICW                     | Intermarché-Circus-Wanty ICW | Intermarché-Circus-Wanty ICW |
| ------------------------------------------------ | ---------------------------- | ---------------------------- |
| Num                                              | Coureur                      | Pos                          |
| 121                                              | Lorenzo Rota (ITA)           | 46e                          |
| 122                                              | Niccolò Bonifazio (ITA)      | NP-18                        |
| 123                                              | Sven Erik Bystrøm (NOR)      | NP-10                        |
| 124                                              | Laurens Huys (BEL)           | 27e                          |
| 125                                              | Arne Marit (BEL)             | 112e                         |
| 126                                              | Simone Petilli (ITA)         | AB-10                        |
| 127                                              | Laurenz Rex (BEL)            | 88e                          |
| 128                                              | Rein Taaramäe (EST) (chrono) | NP-10                        |
| Directeur sportif : Valerio Piva, Steven De Neef |                              |                              |

| Israel-Premier Tech IPT                        | Israel-Premier Tech IPT  | Israel-Premier Tech IPT |
| ---------------------------------------------- | ------------------------ | ----------------------- |
| Num                                            | Coureur                  | Pos                     |
| 131                                            | Domenico Pozzovivo (ITA) | NP-10                   |
| 132                                            | Sebastian Berwick (AUS)  | 71e                     |
| 133                                            | Simon Clarke (AUS)       | NP-16                   |
| 134                                            | Marco Frigo (ITA)        | 32e                     |
| 135                                            | Derek Gee (CAN) (chrono) | 22e                     |
| 136                                            | Matthew Riccitello (USA) | 56e                     |
| 137                                            | Mads Würtz Schmidt (DEN) | NP-10                   |
| 138                                            | Stephen Williams (GBR)   | 93e                     |
| Directeur sportif : Óscar Guerrero, Sam Bewley |                          |                         |

| Jumbo-Visma TJV                                    | Jumbo-Visma TJV       | Jumbo-Visma TJV |
| -------------------------------------------------- | --------------------- | --------------- |
| Num                                                | Coureur               | Pos             |
| 141                                                | Primož Roglič (SLO)   | 1er             |
| 142                                                | Edoardo Affini (ITA)  | 94e             |
| 143                                                | Koen Bouwman (NED)    | 25e             |
| 144                                                | Rohan Dennis (AUS)    | 41e             |
| 145                                                | Michel Hessmann (GER) | 33e             |
| 146                                                | Sepp Kuss (USA)       | 14e             |
| 147                                                | Thomas Gloag (GBR)    | 76e             |
| 148                                                | Sam Oomen (NED)       | 36e             |
| Directeur sportif : Addy Engels, Arthur van Dongen |                       |                 |

| Movistar Team MOV                                | Movistar Team MOV                  | Movistar Team MOV |
| ------------------------------------------------ | ---------------------------------- | ----------------- |
| Num                                              | Coureur                            | Pos               |
| 151                                              | Fernando Gaviria (COL)             | 118e              |
| 152                                              | William Barta (USA)                | 52e               |
| 153                                              | Max Kanter (GER)                   | 110e              |
| 154                                              | Óscar Rodríguez Garaicoechea (ESP) | AB-11             |
| 155                                              | José Joaquín Rojas (ESP)           | 79e               |
| 156                                              | Einer Rubio (COL)                  | 11e               |
| 157                                              | Albert Torres (ESP)                | 122e              |
| 158                                              | Carlos Verona (ESP)                | 49e               |
| Directeur sportif : Pablo Lastras, Xabier Muriel |                                    |                   |

| Arkéa-Samsic ARK                            | Arkéa-Samsic ARK         | Arkéa-Samsic ARK |
| ------------------------------------------- | ------------------------ | ---------------- |
| Num                                         | Coureur                  | Pos              |
| 161                                         | Warren Barguil (FRA)     | 17e              |
| 162                                         | Maxime Bouet (FRA)       | 80e              |
| 163                                         | David Dekker (NED)       | AB-8             |
| 164                                         | Thibault Guernalec (FRA) | 90e              |
| 165                                         | Michel Ries (LUX)        | 86e              |
| 166                                         | Alan Riou (FRA)          | 116e             |
| 167                                         | Clément Russo (FRA)      | NP-6             |
| 168                                         | Alessandro Verre (ITA)   | AB-14            |
| Directeur sportif : Roger Tréhin, Yvon Caër |                          |                  |

| Team Corratec-Selle Italia COR                         | Team Corratec-Selle Italia COR | Team Corratec-Selle Italia COR |
| ------------------------------------------------------ | ------------------------------ | ------------------------------ |
| Num                                                    | Coureur                        | Pos                            |
| 171                                                    | Valerio Conti (ITA)            | NP-5                           |
| 172                                                    | Nicolas Dalla Valle (ITA)      | 125e                           |
| 173                                                    | Stefano Gandin (ITA)           | NP-11                          |
| 174                                                    | Alessandro Iacchi (ITA)        | 119e                           |
| 175                                                    | Alexander Konychev (ITA)       | 100e                           |
| 176                                                    | Charlie Quarterman (GBR)       | 115e                           |
| 177                                                    | Veljko Stojnić (SRB)           | 101e                           |
| 178                                                    | Karel Vacek (CZE)              | 84e                            |
| Directeur sportif : Francesco Frassi, Fabiana Luperini |                                |                                |

| Team DSM DSM                                      | Team DSM DSM                  | Team DSM DSM |
| ------------------------------------------------- | ----------------------------- | ------------ |
| Num                                               | Coureur                       | Pos          |
| 181                                               | Andreas Leknessund (NOR)      | 8e           |
| 182                                               | Alberto Dainese (ITA)         | 124e         |
| 183                                               | Jonas Iversby Hvideberg (NOR) | 117e         |
| 184                                               | Niklas Märkl (GER)            | 104e         |
| 185                                               | Marius Mayrhofer (GER)        | 74e          |
| 186                                               | Florian Stork (GER)           | AB-8         |
| 187                                               | Martijn Tusveld (NED)         | AB-10        |
| 188                                               | Harm Vanhoucke (BEL)          | AB-12        |
| Directeur sportif : Matthew Winston, Pim Ligthart |                               |              |

| Team Jayco AlUla JAY                                 | Team Jayco AlUla JAY       | Team Jayco AlUla JAY |
| ---------------------------------------------------- | -------------------------- | -------------------- |
| Num                                                  | Coureur                    | Pos                  |
| 191                                                  | Michael Matthews (AUS)     | 63e                  |
| 192                                                  | Alessandro De Marchi (ITA) | 38e                  |
| 193                                                  | Eddie Dunbar (IRL)         | 7e                   |
| 194                                                  | Michael Hepburn (AUS)      | 77e                  |
| 195                                                  | Lukas Pöstlberger (AUT)    | 95e                  |
| 196                                                  | Callum Scotson (AUS)       | NP-10                |
| 197                                                  | Campbell Stewart (NZL)     | 108e                 |
| 198                                                  | Filippo Zana (ITA) (route) | 18e                  |
| Directeur sportif : David McPartland, Pieter Weening |                            |                      |

| Trek-Segafredo TFS                                     | Trek-Segafredo TFS            | Trek-Segafredo TFS |
| ------------------------------------------------------ | ----------------------------- | ------------------ |
| Num                                                    | Coureur                       | Pos                |
| 201                                                    | Mads Pedersen (DEN)           | NP-13              |
| 202                                                    | Amanuel Ghebreigzabhier (ERI) | NP-16              |
| 203                                                    | Daan Hoole (NED)              | 109e               |
| 204                                                    | Alex Kirsch (LUX)             | 97e                |
| 205                                                    | Bauke Mollema (NED) (chrono)  | 50e                |
| 206                                                    | Toms Skujiņš (LAT) (chrono)   | 31e                |
| 207                                                    | Natnael Tesfatsion (ERI)      | NP-11              |
| 208                                                    | Otto Vergaerde (BEL)          | 98e                |
| Directeur sportif : Yaroslav Popovych, Steven de Jongh |                               |                    |

| UAE Team Emirates UAD                             | UAE Team Emirates UAD      | UAE Team Emirates UAD |
| ------------------------------------------------- | -------------------------- | --------------------- |
| Num                                               | Coureur                    | Pos                   |
| 211                                               | João Almeida (POR) (route) | 3e                    |
| 212                                               | Pascal Ackermann (GER)     | 82e                   |
| 213                                               | Alessandro Covi (ITA)      | NP-12                 |
| 214                                               | Davide Formolo (ITA)       | 30e                   |
| 215                                               | Ryan Gibbons (RSA)         | 68e                   |
| 216                                               | Brandon McNulty (USA)      | 29e                   |
| 217                                               | Diego Ulissi (ITA)         | 28e                   |
| 218                                               | Jay Vine (AUS) (chrono)    | 34e                   |
| Directeur sportif : Fabio Baldato, Fabrizio Guidi |                            |                       |

| Soudal Quick-Step SOQ                              | Soudal Quick-Step SOQ                   | Soudal Quick-Step SOQ |
| -------------------------------------------------- | --------------------------------------- | --------------------- |
| Num                                                | Coureur                                 | Pos                   |
| 1                                                  | Remco Evenepoel (BEL) (route et chrono) | NP-10                 |
| 2                                                  | Davide Ballerini (ITA)                  | NP-16                 |
| 3                                                  | Mattia Cattaneo (ITA)                   | NP-11                 |
| 4                                                  | Josef Černý (CZE)                       | NP-11                 |
| 5                                                  | Jan Hirt (CZE)                          | NP-11                 |
| 6                                                  | Pieter Serry (BEL)                      | 60e                   |
| 7                                                  | Ilan Van Wilder (BEL)                   | 12e                   |
| 8                                                  | Louis Vervaeke (BEL)                    | NP-11                 |
| Directeur sportif : Davide Bramati, Klaas Lodewyck |                                         |                       |

| AG2R Citroën Team ACT                                               | AG2R Citroën Team ACT        | AG2R Citroën Team ACT |
| ------------------------------------------------------------------- | ---------------------------- | --------------------- |
| Num                                                                 | Coureur                      | Pos                   |
| 11                                                                  | Aurélien Paret-Peintre (FRA) | 15e                   |
| 12                                                                  | Alex Baudin (FRA)            | 73e                   |
| 13                                                                  | Mikaël Cherel (FRA)          | AB-12                 |
| 14                                                                  | Paul Lapeira (FRA)           | AB-4                  |
| 15                                                                  | Valentin Paret-Peintre (FRA) | 37e                   |
| 16                                                                  | Nicolas Prodhomme (FRA)      | 23e                   |
| 17                                                                  | Andrea Vendrame (ITA)        | NP-11                 |
| 18                                                                  | Lawrence Warbasse (USA)      | 44e                   |
| Directeur sportif : Didier Jannel, Artūras Kasputis, Laurent Biondi |                              |                       |

| Alpecin-Deceuninck ADC                           | Alpecin-Deceuninck ADC  | Alpecin-Deceuninck ADC |
| ------------------------------------------------ | ----------------------- | ---------------------- |
| Num                                              | Coureur                 | Pos                    |
| 21                                               | Stefano Oldani (ITA)    | 45e                    |
| 22                                               | Nicola Conci (ITA)      | NP-7                   |
| 23                                               | Kaden Groves (AUS)      | AB-12                  |
| 24                                               | Alexander Krieger (GER) | 121e                   |
| 25                                               | Senne Leysen (BEL)      | 91e                    |
| 26                                               | Oscar Riesebeek (NED)   | NP-10                  |
| 27                                               | Kristian Sbaragli (ITA) | 85e                    |
| 28                                               | Ramon Sinkeldam (NED)   | NP-5                   |
| Directeur sportif : Bart Leysen, Gianni Meersman |                         |                        |

| Astana Qazaqstan Team AST                             | Astana Qazaqstan Team AST    | Astana Qazaqstan Team AST |
| ----------------------------------------------------- | ---------------------------- | ------------------------- |
| Num                                                   | Coureur                      | Pos                       |
| 31                                                    | Mark Cavendish (GBR) (route) | 120e                      |
| 32                                                    | Samuele Battistella (ITA)    | NP-14                     |
| 33                                                    | Joe Dombrowski (USA)         | 59e                       |
| 34                                                    | Gianni Moscon (ITA)          | 107e                      |
| 35                                                    | Vadim Pronskiy (KAZ)         | 43e                       |
| 36                                                    | Luis León Sánchez (ESP)      | 24e                       |
| 37                                                    | Christian Scaroni (ITA)      | 58e                       |
| 38                                                    | Simone Velasco (ITA)         | 26e                       |
| Directeur sportif : Bruno Cenghialta, Alexandr Shefer |                              |                           |

| Bahrain Victorious TBV                             | Bahrain Victorious TBV        | Bahrain Victorious TBV |
| -------------------------------------------------- | ----------------------------- | ---------------------- |
| Num                                                | Coureur                       | Pos                    |
| 41                                                 | Jack Haig (AUS)               | 19e                    |
| 42                                                 | Yukiya Arashiro (JPN) (route) | 123e                   |
| 43                                                 | Santiago Buitrago (COL)       | 13e                    |
| 44                                                 | Damiano Caruso (ITA)          | 4e                     |
| 45                                                 | Jonathan Milan (ITA)          | 103e                   |
| 46                                                 | Andrea Pasqualon (ITA)        | 65e                    |
| 47                                                 | Jasha Sütterlin (GER)         | 75e                    |
| 48                                                 | Edoardo Zambanini (ITA)       | 40e                    |
| Directeur sportif : Gorazd Štangelj, Alberto Volpi |                               |                        |

| Bora-Hansgrohe BOH                                             | Bora-Hansgrohe BOH           | Bora-Hansgrohe BOH |
| -------------------------------------------------------------- | ---------------------------- | ------------------ |
| Num                                                            | Coureur                      | Pos                |
| 51                                                             | Aleksandr Vlasov             | AB-10              |
| 52                                                             | Giovanni Aleotti (ITA)       | NP-7               |
| 53                                                             | Cesare Benedetti (POL)       | 102e               |
| 54                                                             | Nico Denz (GER)              | 57e                |
| 55                                                             | Bob Jungels (LUX) (chrono)   | 39e                |
| 56                                                             | Lennard Kämna (GER) (chrono) | 9e                 |
| 57                                                             | Patrick Konrad (AUT)         | 20e                |
| 58                                                             | Anton Palzer (GER)           | 51e                |
| Directeur sportif : Enrico Gasparotto, Jean-Pierre Heynderickx |                              |                    |

| Cofidis COF                                           | Cofidis COF              | Cofidis COF |
| ----------------------------------------------------- | ------------------------ | ----------- |
| Num                                                   | Coureur                  | Pos         |
| 61                                                    | Simone Consonni (ITA)    | 111e        |
| 62                                                    | François Bidard (FRA)    | 54e         |
| 63                                                    | Davide Cimolai (ITA)     | NP-9        |
| 64                                                    | Thomas Champion (FRA)    | 66e         |
| 65                                                    | Alexandre Delettre (FRA) | 89e         |
| 66                                                    | Jonathan Lastra (ESP)    | 35e         |
| 67                                                    | Rémy Rochas (FRA)        | NP-5        |
| 68                                                    | Hugo Toumire (FRA)       | 83e         |
| Directeur sportif : Roberto Damiani, Jean-Luc Jonrond |                          |             |

| EF Education-EasyPost EFE                              | EF Education-EasyPost EFE       | EF Education-EasyPost EFE |
| ------------------------------------------------------ | ------------------------------- | ------------------------- |
| Num                                                    | Coureur                         | Pos                       |
| 71                                                     | Rigoberto Urán (COL)            | NP-10                     |
| 72                                                     | Jonathan Caicedo (ECU) (chrono) | NP-11                     |
| 73                                                     | Hugh Carthy (GBR)               | NP-19                     |
| 74                                                     | Alexander Cepeda (ECU)          | 53e                       |
| 75                                                     | Stefan de Bod (RSA) (chrono)    | NP-14                     |
| 76                                                     | Ben Healy (IRL) (chrono)        | 55e                       |
| 77                                                     | Alberto Bettiol (ITA)           | 48e                       |
| 78                                                     | Magnus Cort Nielsen (DEN)       | 62e                       |
| Directeur sportif : Matti Breschel, Tejay van Garderen |                                 |                           |

| Eolo-Kometa EOK                                               | Eolo-Kometa EOK            | Eolo-Kometa EOK |
| ------------------------------------------------------------- | -------------------------- | --------------- |
| Num                                                           | Coureur                    | Pos             |
| 81                                                            | Vincenzo Albanese (ITA)    | 70e             |
| 82                                                            | Davide Bais (ITA)          | 81e             |
| 83                                                            | Mattia Bais (ITA)          | 47e             |
| 84                                                            | Erik Fetter (HUN) (chrono) | AB-10           |
| 85                                                            | Lorenzo Fortunato (ITA)    | 21e             |
| 86                                                            | Francesco Gavazzi (ITA)    | 67e             |
| 87                                                            | Mirco Maestri (ITA)        | 78e             |
| 88                                                            | Diego Pablo Sevilla (ESP)  | 96e             |
| Directeur sportif : Jesús Hernández Blázquez, Stefano Zanatta |                            |                 |

| Green Project-Bardiani CSF-Faizanè BCF                   | Green Project-Bardiani CSF-Faizanè BCF | Green Project-Bardiani CSF-Faizanè BCF |
| -------------------------------------------------------- | -------------------------------------- | -------------------------------------- |
| Num                                                      | Coureur                                | Pos                                    |
| 91                                                       | Filippo Fiorelli (ITA)                 | 114e                                   |
| 92                                                       | Luca Covili (ITA)                      | NP-18                                  |
| 93                                                       | Davide Gabburo (ITA)                   | 64e                                    |
| 94                                                       | Filippo Magli (ITA)                    | 106e                                   |
| 95                                                       | Martin Marcellusi (ITA)                | 99e                                    |
| 96                                                       | Henok Mulubrhan (ERI) (route)          | 87e                                    |
| 97                                                       | Alessandro Tonelli (ITA)               | 42e                                    |
| 98                                                       | Samuele Zoccarato (ITA)                | AB-8                                   |
| Directeur sportif : Roberto Reverberi, Alessandro Donati |                                        |                                        |

| Groupama-FDJ GFC                                     | Groupama-FDJ GFC              | Groupama-FDJ GFC |
| ---------------------------------------------------- | ----------------------------- | ---------------- |
| Num                                                  | Coureur                       | Pos              |
| 101                                                  | Thibaut Pinot (FRA)           | 5e               |
| 102                                                  | Bruno Armirail (FRA) (chrono) | 16e              |
| 103                                                  | Ignatas Konovalovas (LTU)     | 105e             |
| 104                                                  | Stefan Küng (SUI)             | NP-10            |
| 105                                                  | Fabian Lienhard (SUI)         | 113e             |
| 106                                                  | Rudy Molard (FRA)             | 69e              |
| 107                                                  | Jake Stewart (GBR)            | 92e              |
| 109                                                  | Lars van den Berg (NED)       | NP-8             |
| Directeur sportif : Thierry Bricaud, Jussi Veikkanen |                               |                  |

| Ineos Grenadiers IGD                               | Ineos Grenadiers IGD         | Ineos Grenadiers IGD |
| -------------------------------------------------- | ---------------------------- | -------------------- |
| Num                                                | Coureur                      | Pos                  |
| 111                                                | Tao Geoghegan Hart (GBR)     | AB-11                |
| 112                                                | Thymen Arensman (NED)        | 6e                   |
| 113                                                | Laurens De Plus (BEL)        | 10e                  |
| 114                                                | Filippo Ganna (ITA) (chrono) | NP-8                 |
| 115                                                | Salvatore Puccio (ITA)       | 72e                  |
| 116                                                | Pavel Sivakov (FRA)          | AB-16                |
| 117                                                | Ben Swift (GBR)              | 61e                  |
| 118                                                | Geraint Thomas (GBR)         | 2e                   |
| Directeur sportif : Matteo Tosatto, Oliver Cookson |                              |                      |

| Intermarché-Circus-Wanty ICW                     | Intermarché-Circus-Wanty ICW | Intermarché-Circus-Wanty ICW |
| ------------------------------------------------ | ---------------------------- | ---------------------------- |
| Num                                              | Coureur                      | Pos                          |
| 121                                              | Lorenzo Rota (ITA)           | 46e                          |
| 122                                              | Niccolò Bonifazio (ITA)      | NP-18                        |
| 123                                              | Sven Erik Bystrøm (NOR)      | NP-10                        |
| 124                                              | Laurens Huys (BEL)           | 27e                          |
| 125                                              | Arne Marit (BEL)             | 112e                         |
| 126                                              | Simone Petilli (ITA)         | AB-10                        |
| 127                                              | Laurenz Rex (BEL)            | 88e                          |
| 128                                              | Rein Taaramäe (EST) (chrono) | NP-10                        |
| Directeur sportif : Valerio Piva, Steven De Neef |                              |                              |

| Israel-Premier Tech IPT                        | Israel-Premier Tech IPT  | Israel-Premier Tech IPT |
| ---------------------------------------------- | ------------------------ | ----------------------- |
| Num                                            | Coureur                  | Pos                     |
| 131                                            | Domenico Pozzovivo (ITA) | NP-10                   |
| 132                                            | Sebastian Berwick (AUS)  | 71e                     |
| 133                                            | Simon Clarke (AUS)       | NP-16                   |
| 134                                            | Marco Frigo (ITA)        | 32e                     |
| 135                                            | Derek Gee (CAN) (chrono) | 22e                     |
| 136                                            | Matthew Riccitello (USA) | 56e                     |
| 137                                            | Mads Würtz Schmidt (DEN) | NP-10                   |
| 138                                            | Stephen Williams (GBR)   | 93e                     |
| Directeur sportif : Óscar Guerrero, Sam Bewley |                          |                         |

| Jumbo-Visma TJV                                    | Jumbo-Visma TJV       | Jumbo-Visma TJV |
| -------------------------------------------------- | --------------------- | --------------- |
| Num                                                | Coureur               | Pos             |
| 141                                                | Primož Roglič (SLO)   | 1er             |
| 142                                                | Edoardo Affini (ITA)  | 94e             |
| 143                                                | Koen Bouwman (NED)    | 25e             |
| 144                                                | Rohan Dennis (AUS)    | 41e             |
| 145                                                | Michel Hessmann (GER) | 33e             |
| 146                                                | Sepp Kuss (USA)       | 14e             |
| 147                                                | Thomas Gloag (GBR)    | 76e             |
| 148                                                | Sam Oomen (NED)       | 36e             |
| Directeur sportif : Addy Engels, Arthur van Dongen |                       |                 |

| Movistar Team MOV                                | Movistar Team MOV                  | Movistar Team MOV |
| ------------------------------------------------ | ---------------------------------- | ----------------- |
| Num                                              | Coureur                            | Pos               |
| 151                                              | Fernando Gaviria (COL)             | 118e              |
| 152                                              | William Barta (USA)                | 52e               |
| 153                                              | Max Kanter (GER)                   | 110e              |
| 154                                              | Óscar Rodríguez Garaicoechea (ESP) | AB-11             |
| 155                                              | José Joaquín Rojas (ESP)           | 79e               |
| 156                                              | Einer Rubio (COL)                  | 11e               |
| 157                                              | Albert Torres (ESP)                | 122e              |
| 158                                              | Carlos Verona (ESP)                | 49e               |
| Directeur sportif : Pablo Lastras, Xabier Muriel |                                    |                   |

| Arkéa-Samsic ARK                            | Arkéa-Samsic ARK         | Arkéa-Samsic ARK |
| ------------------------------------------- | ------------------------ | ---------------- |
| Num                                         | Coureur                  | Pos              |
| 161                                         | Warren Barguil (FRA)     | 17e              |
| 162                                         | Maxime Bouet (FRA)       | 80e              |
| 163                                         | David Dekker (NED)       | AB-8             |
| 164                                         | Thibault Guernalec (FRA) | 90e              |
| 165                                         | Michel Ries (LUX)        | 86e              |
| 166                                         | Alan Riou (FRA)          | 116e             |
| 167                                         | Clément Russo (FRA)      | NP-6             |
| 168                                         | Alessandro Verre (ITA)   | AB-14            |
| Directeur sportif : Roger Tréhin, Yvon Caër |                          |                  |

| Team Corratec-Selle Italia COR                         | Team Corratec-Selle Italia COR | Team Corratec-Selle Italia COR |
| ------------------------------------------------------ | ------------------------------ | ------------------------------ |
| Num                                                    | Coureur                        | Pos                            |
| 171                                                    | Valerio Conti (ITA)            | NP-5                           |
| 172                                                    | Nicolas Dalla Valle (ITA)      | 125e                           |
| 173                                                    | Stefano Gandin (ITA)           | NP-11                          |
| 174                                                    | Alessandro Iacchi (ITA)        | 119e                           |
| 175                                                    | Alexander Konychev (ITA)       | 100e                           |
| 176                                                    | Charlie Quarterman (GBR)       | 115e                           |
| 177                                                    | Veljko Stojnić (SRB)           | 101e                           |
| 178                                                    | Karel Vacek (CZE)              | 84e                            |
| Directeur sportif : Francesco Frassi, Fabiana Luperini |                                |                                |

| Team DSM DSM                                      | Team DSM DSM                  | Team DSM DSM |
| ------------------------------------------------- | ----------------------------- | ------------ |
| Num                                               | Coureur                       | Pos          |
| 181                                               | Andreas Leknessund (NOR)      | 8e           |
| 182                                               | Alberto Dainese (ITA)         | 124e         |
| 183                                               | Jonas Iversby Hvideberg (NOR) | 117e         |
| 184                                               | Niklas Märkl (GER)            | 104e         |
| 185                                               | Marius Mayrhofer (GER)        | 74e          |
| 186                                               | Florian Stork (GER)           | AB-8         |
| 187                                               | Martijn Tusveld (NED)         | AB-10        |
| 188                                               | Harm Vanhoucke (BEL)          | AB-12        |
| Directeur sportif : Matthew Winston, Pim Ligthart |                               |              |

| Team Jayco AlUla JAY                                 | Team Jayco AlUla JAY       | Team Jayco AlUla JAY |
| ---------------------------------------------------- | -------------------------- | -------------------- |
| Num                                                  | Coureur                    | Pos                  |
| 191                                                  | Michael Matthews (AUS)     | 63e                  |
| 192                                                  | Alessandro De Marchi (ITA) | 38e                  |
| 193                                                  | Eddie Dunbar (IRL)         | 7e                   |
| 194                                                  | Michael Hepburn (AUS)      | 77e                  |
| 195                                                  | Lukas Pöstlberger (AUT)    | 95e                  |
| 196                                                  | Callum Scotson (AUS)       | NP-10                |
| 197                                                  | Campbell Stewart (NZL)     | 108e                 |
| 198                                                  | Filippo Zana (ITA) (route) | 18e                  |
| Directeur sportif : David McPartland, Pieter Weening |                            |                      |

| Trek-Segafredo TFS                                     | Trek-Segafredo TFS            | Trek-Segafredo TFS |
| ------------------------------------------------------ | ----------------------------- | ------------------ |
| Num                                                    | Coureur                       | Pos                |
| 201                                                    | Mads Pedersen (DEN)           | NP-13              |
| 202                                                    | Amanuel Ghebreigzabhier (ERI) | NP-16              |
| 203                                                    | Daan Hoole (NED)              | 109e               |
| 204                                                    | Alex Kirsch (LUX)             | 97e                |
| 205                                                    | Bauke Mollema (NED) (chrono)  | 50e                |
| 206                                                    | Toms Skujiņš (LAT) (chrono)   | 31e                |
| 207                                                    | Natnael Tesfatsion (ERI)      | NP-11              |
| 208                                                    | Otto Vergaerde (BEL)          | 98e                |
| Directeur sportif : Yaroslav Popovych, Steven de Jongh |                               |                    |

| UAE Team Emirates UAD                             | UAE Team Emirates UAD      | UAE Team Emirates UAD |
| ------------------------------------------------- | -------------------------- | --------------------- |
| Num                                               | Coureur                    | Pos                   |
| 211                                               | João Almeida (POR) (route) | 3e                    |
| 212                                               | Pascal Ackermann (GER)     | 82e                   |
| 213                                               | Alessandro Covi (ITA)      | NP-12                 |
| 214                                               | Davide Formolo (ITA)       | 30e                   |
| 215                                               | Ryan Gibbons (RSA)         | 68e                   |
| 216                                               | Brandon McNulty (USA)      | 29e                   |
| 217                                               | Diego Ulissi (ITA)         | 28e                   |
| 218                                               | Jay Vine (AUS) (chrono)    | 34e                   |
| Directeur sportif : Fabio Baldato, Fabrizio Guidi |                            |                       |